# Új kezdet (Így jártam anyátokkal)
 Az Új kezdet az Így jártam anyátokkal című televízió-sorozat hetedik évadának tizenegyedik epizódja. Eredetileg 2011. november 21-én vetítették, míg Magyarországon 2012. október 31-én.
Ebben az epizódban Ted és Barney kitalálják részegen, hogy jó ötlet lenne örökbefogadni egy gyereket. Marshall és Lily ki akarnak költözni Long Islandre, Robin pedig meg akarja őket akadályozni ebben.

## Cselekmény
Barney és Ted a katasztrofális szerelmi életükön lamentálnak, és felvetik, hogy mennyivel egyszerűbb lenne, ha melegek lennének. Miközben részegen erről beszélgetnek, elhatározzák, hogy örökbefogadnak egy gyereket, mint tesók. Ted szerint ez komoly döntés, ezért ki kell józanodniuk, hogy vajon másnap is jó ötletnek tűnik-e. Miután másnap is teljesen jó ötletnek gondolják, kitöltenek egy online nyomtatványt az adoptáláshoz. Később aztán elkezdenek azon vitatkozni, hogy kinek a házában kellene nevelniük a gyereket és hogy kinek kellene otthon maradnia vele. Végül Ted megsérti Barneyt azzal, hogy azt mondja neki, hogy szörnyű apa lenne. Nem sokkal később Barney beállít egy kislánnyal. Eleinte Ted aggódik amiatt, hogy honnan van, de aztán eltereli a figyelmét a tény, hogy hány nőt lehet vele felszedni.
Marshall és Lily meglátogatják a házat, amit Lily nagyszüleitől kaptak. Eleinte úgy gondolják, hogy el fogják adni. De aztán, amikor hazatérnek, hirtelen azt veszik észre, hogy az a lakás mennyivel szűkösebb, mint ez. Így megszületik a döntés: kiköltöznek, hiába próbálja győzködni őket Robin. Miközben a Hálaadásra való készülődés miatt kiutaznak oda, Robin bezárja magát a vécébe és közli, hogy addig nem is jön elő, míg meg nem ígérik, hogy soha nem költöznek ki ide.
Nem sokkal később megérkezik Barney, Ted, és a kislány, akit Hurrikánnak neveznek. Lily megkérdezi, honnan van a gyerek, és míg Barney elmegy pelenkáért, Ted elmondja, hogy közösen adoptáltak egy gyereket. Hamarosan kiderül, hogy ez nem egészen igaz: megérkezik James, Tom és a kis Eli, és kiderül, hogy a kislány igazi neve Sadie, és ők fogadták örökbe, Barney csak vigyázott rá. James azt a tanácsot adja Tednek, hogy várjon a megfelelő személyre, akivel családot lehet alapítani. Mikor Barney visszatér, Ted megmondja neki, hogy már nem akar gyereket örökbefogadni. Barney elsétál, és az ablakon át bemászik a vécébe, ahol Robin elbarikádozta magát. Elmondja neki, hogy majdnem adoptáltak egy gyereket, és hogy nem tudja magát elképzelni valakinek az apjaként. Robin ekkor bejelenti, hogy terhes.

## Kontinuitás
- Lily láthatóan terhes ebben az epizódban (ahogy Alyson Hannigan is az volt ekkor a való életben). Az első terhességével ellentétben ezt beleírták a forgatókönyvbe.
- Marshall a ház szétveréséről beszél – korábban "A házbontás" című részben ezt csinálták Ted házával.
- Ted a "Katasztrófa elhárítva" című részben utalt rá, milyen menő név lehet egy gyereknek az, hogy Hurrikán.
- Marshall az Univerzumra bízza, hogy adjon egy jelet, ha ki kell költözniük. Lily a terhességre mondta ugyanezt a "Robotok a pankrátorok ellen" című részben.
- Lily ismét megnyilatkozik biszexualitásáról, amikor azt mondja, hogy a terhes agya miatt Robinról fantáziál álmában.
- Barney és Marshall között "A háromnapos szabály" című részben volt egy vita, ami most folytatódik: Barney azt akarja, hogy Ted mondja meg Marshallnak, hogy őt választaná először, továbbá "lestoppolja" az első három dadust.
- Barney a "Definíciók" című rész után ismét megemlíti, hogy mindenre van egy embere.
- Marshall sajttal kínálja Robint, ugyanis "A szexmentes fogadós" című rész óta tudottan ez az egyetlen étel, amit enged Lily, hogy felszolgáljon.
- A lakás méretének összezsugorodása utalás az "Én szeretem New Jersey-t" című részre, ahol Marshall azt állítja, New Yorkban nem az ő méretéhez igazodottan tervezik a lakásokat.

## Érdekességek
- Tomot a "Szingliszellem" című epizódban egy másik férfi játszotta.
- Az epizód angol címe ("The Rebound Girl") utalás "A megfelelő tesó" című epizód angol címére ("The Rebound Bro"). Mindkettő azután játszódik, hogy Barney és Robin lefeküdtek egymással és szembesülniük kell a kialakult helyzettel.
- Amikor Marshall az Univerzum jelére vár, megjelenik egy Cadillac mentőautó, egy eladó tűzoltóállomás, egy tiltótábla, és Ernie Hudson színész. Az összes egy-egy utalás a Szellemirtók című filmre. Ráadásul amikor Marshall elkéri Ernie Hudson telefonját, ő visszakérdez, hogy kit fog felhívni – ez szintén egy utalás a film főcímdalára.

## Vendégszereplők
- Ernie Hudson – önmaga
- Jai Rodriguez – Tom
- Wayne Brady – James Stinson